# アヌマッス
アヌマッス （Annemasse）は、フランス、オーヴェルニュ＝ローヌ＝アルプ地域圏、オート＝サヴォワ県の都市。

## 地理
フランス＝スイス国境のコミューンで、レマン湖の南東にあたる。フランス領アルプスの北部にあたり、アヌシーより45km離れている。ジュネーヴ都市圏の自治体に数えられる。
湖に接しているため、高地にありながら大陸性気候と地中海性気候の両方から影響を受けている。夏はしばしば暑いが、冬は非常に温暖である。年間平均気温はおよそ18℃である。レマン湖と北アルプスの間にあるために降雨量は豊富で、年間平均は975.7mmである。

## 歴史
ローマ時代にアヌマッスの町はすでに存在しており、Namascaeの名が知られていた。ガリア系のアロブリゲス族が3世紀頃定住していたことが、サレーヴ山にある遺跡で証明されている。6世紀には、ジュネーヴ司教とヴィエンヌ司教によってアヌマッスの教会が聖別されていた。
長くサヴォイア公国領であったアヌマッスは、1792年から1815年までフランスに属したが、王政復古によって返還された。1860年、フランスのサヴォワ併合によってフランスの領土となった。
アヌマッスの発展はまさに鉄道の到来で始まった。ベルガルド-エヴィアン鉄道が1880年に始まると、ジュネーヴがオート＝サヴォワ最北部の工業・商業都市となった。第一次世界大戦の勃発に刺激され、精密機械工業が盛んになった。

## 交通
- 道路 - オートルート A40（フランス語版）
- 鉄道 - TERローヌ＝アルプ、レマン・エクスプレス アヌマッス駅

## ギャラリー

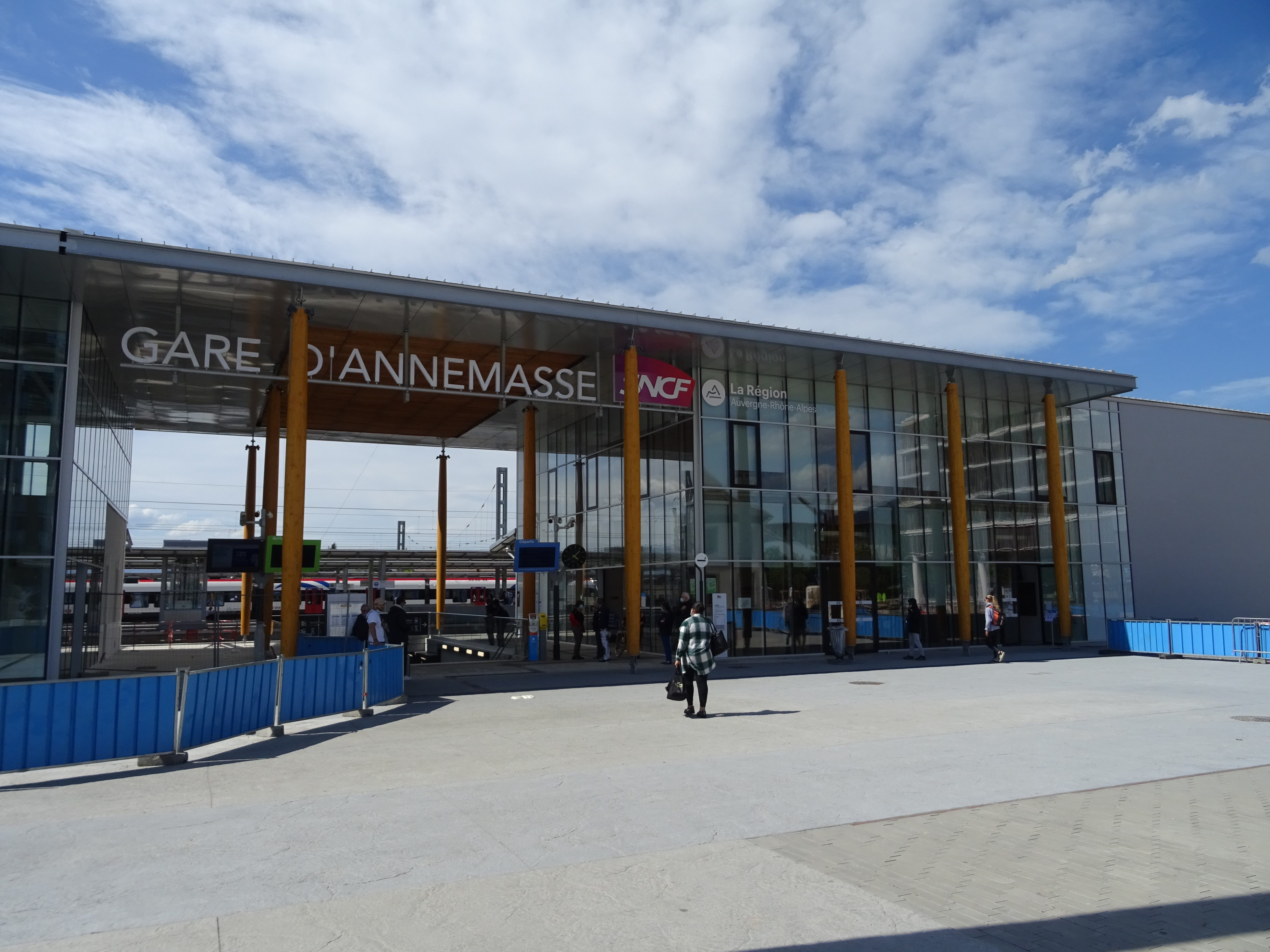
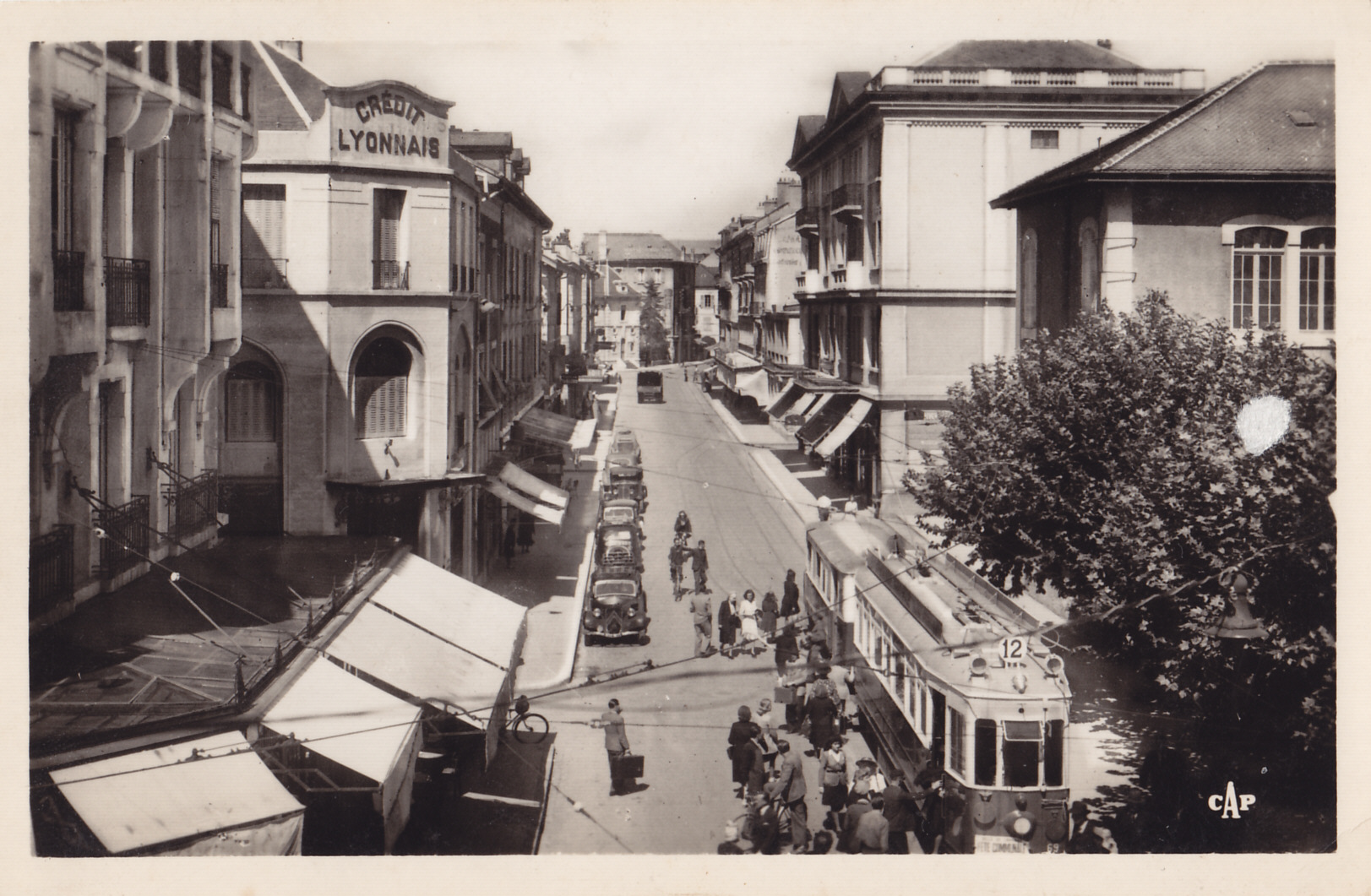
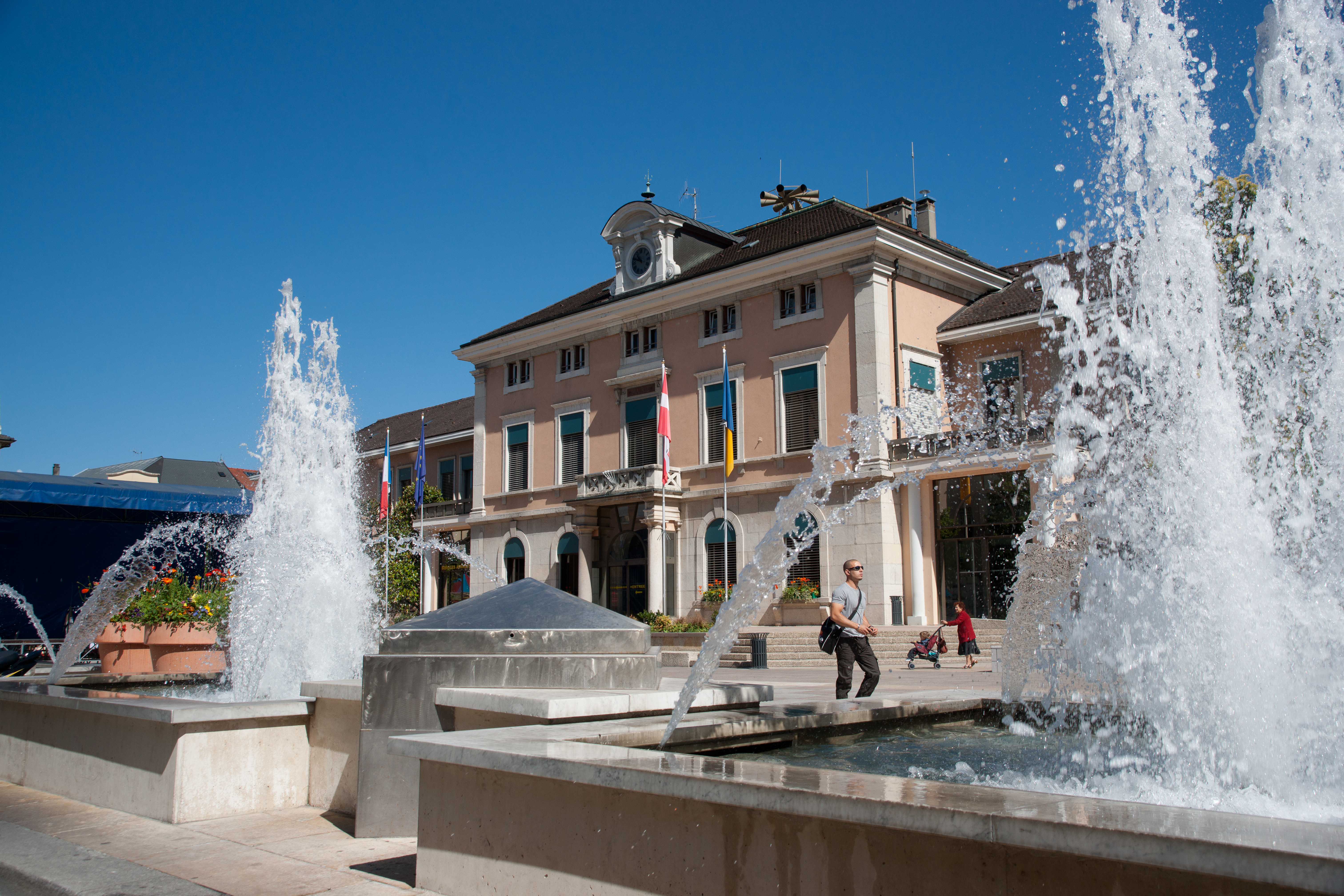
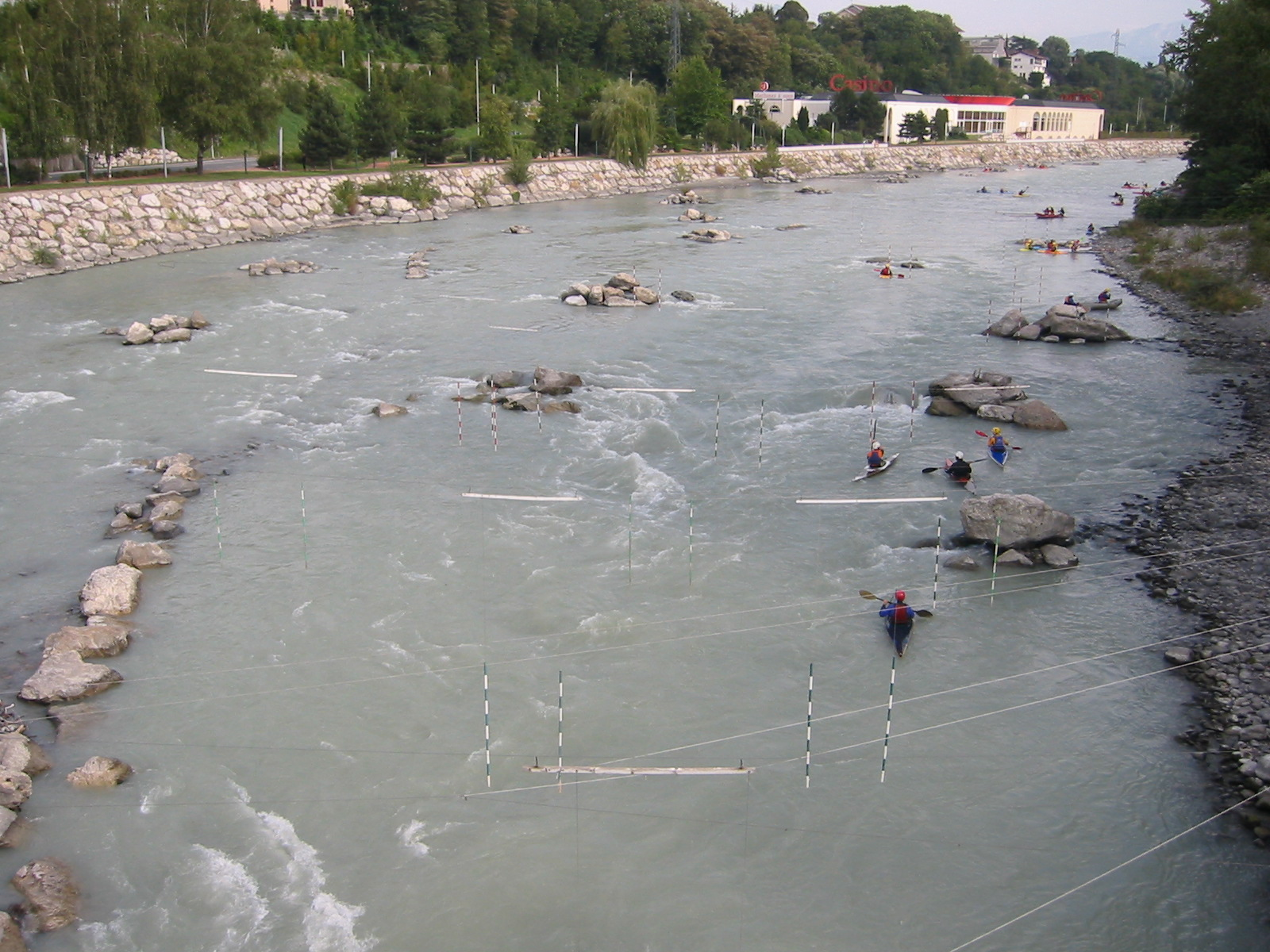

## 姉妹都市
- ガッゲナウ（ドイツ語版）、ドイツ
- シェラツ（ポーランド語版）、ポーランド
- ボワブリアン（英語版）、カナダ